# Crocidophora amoenalis
Crocidophora amoenalis là một loài bướm đêm trong họ Crambidae.